# 南北共同声明
南北共同声明（なんぼくきょうどうせいめい、朝: 7·4 남북 공동 성명）とは、1972年7月4日午前10時 (UTC+9) に、大韓民国（韓国）と朝鮮民主主義人民共和国（北朝鮮）が同時に発表した朝鮮半島の南北対話に関する宣言文章である。

## 背景
韓国と北朝鮮は厳しい対立を続けており、対話の糸口すら掴めない状況が続いていたが、1970年代に入ってアメリカと中国の接近や、アメリカとソ連との間にデタントが進行するなど国際情勢の緊張が緩和されつつある中、1971年8月より韓国と北朝鮮の赤十字社の接触が開始された。
続いて1972年5月に韓国の李厚洛中央情報部長が平壌を極秘訪問（5月2～5日）し、金日成の実弟である金英柱朝鮮労働党組織部長並びに金日成首相と会談し、続いて金英柱の代理として朴成哲第二副首相がソウルを極秘訪問（5月29日～6月1日）し、李厚洛や朴正煕大統領と会談を行い、その結果、合意文章として南北共同声明が発表されることとなった。

## 声明の趣旨
声明には祖国統一は武力行使によらず平和的に南北間で自主的に行っていくこと、南北赤十字会談や南北調節委員会などの南北交流を進めていくことなど、7項目にわたる祖国統一原則が列挙されていた。
| 南北共同声明（全文） 1：双方は次のような祖国統一の諸原則に合意した。 第1：統一は、外部勢力に依存したり干渉を受けることなく、自主的に解決すべきである。 第2：統一は、互いに相手方に反対する武力行使に依拠することなく、平和的方法で実現すべきである。 第3：思想と理念、制度の差異を超越して、まず単一民族として民族的大団結を図るべきである。 2：双方は、南北間の緊張状態を緩和し、信頼の雰囲気を造成するために，互いに相手方を中傷誹謗せず、大小を問わず武装挑発を行なわず、不意の軍事的衝突事件を防止するための積極的な措置を取ることに合意した。 3：双方は、断たれた民族的連繋を回復し、互いの理解を増進させ、自主的平和統一を促進させるために，南北間に多方面にわたる諸般の交流を実施することに合意した。 4：双方は、現在全民族の絶大な期待のうちに進行している南北赤十字会談が、一日も早く成功するよう積極的に協調することに合意した。 5：双方は、突発的軍事事故を防止し、南北間に提起される諸問題を直接、迅速、正確に処理するために，ソウルと平壌間に常設直通電話を設置することに合意した。 6：双方は、これらの合意事項を推進させると同時に、南北間の諸問題を改善、解決し、また合意した祖国統一原則を基礎として国の統一問題を解決する目的で、李厚洛部長と金英柱部長を共同委員長とする南北調節委員会を設置、運営することに合意した。 7：双方は、以上の合意事項が祖国統一を一日千秋の思いで渇望している全同胞の一致した念願に符合すると確信しつつ、この合意事項を誠実に履行することを全民族の前に厳粛に約束する。 互いに上部の意を体して 李厚洛 金英柱 1972年7月4日 |

## 7・4声明後の動き
7・4共同声明は国内外に「画期的な出来事」として歓迎され、朴大統領与党である民主共和党（以下、共和党）は支持する声明を発表した。しかし一方では政府から何らの事前説明も受けなかったことに対する不満もあり、最大野党である新民党は「国会や与野党に何らの事前協議無く、朴政権の一方的な密談で行われた」と非難する声明を発表した。声明で南北の緊張緩和ムードが作り出される中、政府は全軍主要指揮官会議を開催（7月7日）して軍の引き締めを図ると共に、国民の動揺や行き過ぎた統一論議を抑えるため「流言飛語の徹底的取締り」を実施、「北朝鮮スパイ団」の一味とされ1970年に死刑判決を受けていた前国会議員の金圭南（共和党）に対する死刑を執行（7月13日）した。
南北共同声明発表後の1972年10月、韓国の朴正煕政権は「祖国の平和統一のための体制強化」を名目として十月維新を開始、独裁体制を強化した。一方北朝鮮の金日成政権も1972年12月27日に新たに朝鮮民主主義人民共和国社会主義憲法を制定、金日成は国家主席に就任しやはり独裁体制を強化した。
南北対話の開始は南北とも独裁体制の強化の材料として用いられ、肝心の南北対話は1976年に発生した板門店でのポプラ事件などの衝突や厳しい相互批判の中、1976年8月30日には南北直通通話が切断されてしまうなど、1970年代後半には一旦ほぼ中断してしまった。
しかし南北対話はその後も、盧泰愚政権下での南北基本合意書が締結され、そして2000年6月の金大中大統領と金正日国防委員長との間で南北首脳会談が行われるなど、紆余曲折はありながらも現在まで続けられている。